# 布斯貝港 (緬因州普查規定居民點)
布斯貝港（英語：Boothbay Harbor）是位於美國緬因州林肯縣的一個普查規定居民點。

## 人口
根據2020年美國人口普查的數據，布斯貝港的面積為2.20平方千米，當中陸地面積為2.20平方千米，而水域面積為0.00平方千米。當地共有人口872人，而人口密度為每平方千米396.36人。